# Кайко, Такэси
Такэси Кайко (яп. 開高 健 Кайко: Такэси, 30 декабря 1930 года — 9 декабря 1989 года) — японский писатель и публицист. Наряду с Кэндзабуро Оэ относится к послевоенному поколению авторов, пришедших за «третьими новыми». Многие произведения Кайко, написанные в сатирической форме и зачастую с точки зрения социального низа, остро критикуют духовную выхолощенность послевоенной Японии, а также высмеивают милитаризм любого толка. Награждён премиями Акутагавы, Кавабаты, Майнити и др. На русский язык переведены романы «Горькое похмелье» и «Японская трёхгрошовая опера», повести «Гиганты и игрушки», «Паника», «Голый король», рассказы и сборник публицистики писателя. По мотивам повести «Гиганты и игрушки» режиссёром Ясудзо Масумура снят в 1958 одноимённый фильм.

## Биография
Родился в Осаке в семье школьного учителя. Поступил на филологический факультет Осакского муниципального университета (отделение английской литературы), однако через год был по собственному желанию переведён на юридический факультет. Вынужденный постоянно подрабатывать, чтобы платить за учёбу, оставшийся ещё в мае 1943 года без отца Кайко, занятия посещал крайне нерегулярно, к тому же всё больше интересуясь литературой, а не правом. В студенческие годы примкнул к группе молодых авторов, выпускавших литературный журнал «Карандаш» (えんぴつ), лидером которого был критик Эйити Танидзава. В январе 1952 года женился на поэтессе Ёко Маки, также участвовавшей в деятельности «Карандаша». В июле того же года родилась старшая дочь писателя. Сам Кайко, продолжая учиться в университете, начал работу в книжном магазине, специализировавшемся на импорте иностранной литературы. В декабре 1953 года Кайко окончил университет, после чего перебрался в Токио. Яркие события этого периода, начиная с военных лет и заканчивая созданием семьи, впоследствии были положены в основу автобиографического романа «Горькое похмелье» (青い月曜日, 1969, пер. на рус.), одной из творческих вершин писателя.
В феврале 1954 года Кайко начал работу в ликёроводочной компании «Сантори», куда он пришёл на смену ушедшей в декретный отпуск своей супруги. В «Сантори» он возглавил редакцию рекламного журнала, выпускаемого компанией. В Японии до сих пор известны слоганы, созданные им в те годы для рекламы виски. После получения премии Акутагавы за рассказ «Голый король» в 1957 году, Кайко наконец смог уволиться из компании и посвятить себя литературному труду. В 1964 году в качестве специального корреспондента газеты «Асахи симбун» Кайко был командирован во Вьетнам для освещения в прессе вьетнамской войны. Чудом остался жив, когда правительственные войска Южного Вьетнама, при которых находился писатель и сопровождавший его фотограф Кэйдзо Акимото, попали под партизанский пулемётный обстрел: из 200 человек уцелело только 17. На родине в Японии Кайко принимал участие в антивоенном движении Beheiren. К вьетнамскому фронтовому опыту Кайко неоднократно возвращался в своих произведениях. Ему посвящена трилогия романов: «Сверкающая мгла» (輝ける闇, 1968), «Мрак среди дня» (夏の闇, 1972), «Сумрачные цветы» (花終わる闇, остался незавершённым).
Помимо своих остросоциальных произведений Кайко также известен работами лёгкого жанра. Многие из них посвящены рыбалке. Заядлый рыбак, Кайко был одним из первых популяризаторов метода «поймал — отпусти». Перу Кайко принадлежат и многочисленные эссе на гастрономические темы. В этом смысле символично, что смерть писателя наступила от усугублённого пневмонией рака пищевода после перенесённой им операции по удалению опухоли. На момент смерти писателю было 58 лет. Похоронен в Камакуре, на кладбище при храме Энкаку-дзи. В память о Кайко в 2003 году издательством «Сюэйся» учреждена литературная премия его имени для авторов произведений в жанре документальной прозы. В городе Тигасаки (преф. Канагава), в доме, где Кайко провёл последние 16 лет своей жизни, был открыт музей его памяти.

## Переводы на русский язык
- Гиганты и игрушки. Повести («Гиганты и игрушки», «Паника», «Голый король»)  / Пер. З. Рахима. — М.: Художественная литература, 1978. — 207 с.
- «Горькое похмелье», «Японская трёхгрошовая опера» / Пер. Б. Раскина. — СПб.: Северо-Запад Пресс, 2003. — 534 с. — ISBN 5936991032.
- «Награда солдату» (пер. З. Рахима) // Японская новелла 1960-1970. — М.: Прогресс, 1972. — С. 100—121.
- С высоты Токийской башни. Художественная публицистика и документальная проза («Потомки Робинзона», «Токио как он есть», «Сто миллионов самоубийц») / Пер. Б. Раскина, Е. Рединой, Я. Троицкого. — М.: Прогресс, 1984. — 268 с.
- «Шарик рассыпался» (пер. Б. Раскина) // Современная японская новелла. — М.: Радуга, 1985. — С. 15—24.